# 東経68度線
東経68度線（とうけい68どせん）は、本初子午線面から東へ68度の角度を成す経線である。北極点から北極海、アジア、インド洋、南極海、南極大陸を通過して南極点までを結ぶ。
東経68度線は、西経112度線と共に大円を形成する。

## 通過する地域一覧
東経68度線は、北極点から南極点まで南に向かって以下の場所を通っている。
| 地理座標                                             | 国土・領土・領海 | 備考                                                  |
| ---------------------------------------------------- | ---------------- | ----------------------------------------------------- |
| 北緯90度0分 東経68度0分 / 北緯90.000度 東経68.000度  | 北極海           |                                                       |
| 北緯81度0分 東経68度0分 / 北緯81.000度 東経68.000度  | バレンツ海       |                                                       |
| 北緯77度0分 東経68度0分 / 北緯77.000度 東経68.000度  | ロシア           | セヴェルヌィ島（ノヴァヤゼムリャ）                    |
| 北緯76度14分 東経68度0分 / 北緯76.233度 東経68.000度 | カラ海           |                                                       |
| 北緯71度31分 東経68度0分 / 北緯71.517度 東経68.000度 | ロシア           | ヤマル半島                                            |
| 北緯69度28分 東経68度0分 / 北緯69.467度 東経68.000度 | カラ海           | バイダラタ湾（英語版）                                |
| 北緯68度25分 東経68度0分 / 北緯68.417度 東経68.000度 | ロシア           |                                                       |
| 北緯54度57分 東経68度0分 / 北緯54.950度 東経68.000度 | カザフスタン     |                                                       |
| 北緯41度2分 東経68度0分 / 北緯41.033度 東経68.000度  | ウズベキスタン   |                                                       |
| 北緯40度51分 東経68度0分 / 北緯40.850度 東経68.000度 | カザフスタン     | 約6km                                                 |
| 北緯40度48分 東経68度0分 / 北緯40.800度 東経68.000度 | ウズベキスタン   |                                                       |
| 北緯39度36分 東経68度0分 / 北緯39.600度 東経68.000度 | タジキスタン     |                                                       |
| 北緯39度1分 東経68度0分 / 北緯39.017度 東経68.000度  | ウズベキスタン   |                                                       |
| 北緯37度42分 東経68度0分 / 北緯37.700度 東経68.000度 | タジキスタン     |                                                       |
| 北緯36度56分 東経68度0分 / 北緯36.933度 東経68.000度 | アフガニスタン   |                                                       |
| 北緯31度39分 東経68度0分 / 北緯31.650度 東経68.000度 | パキスタン       | バローチスターン州 シンド州                           |
| 北緯23度47分 東経68度0分 / 北緯23.783度 東経68.000度 | インド洋         |                                                       |
| 南緯60度0分 東経68度0分 / 南緯60.000度 東経68.000度  | 南極海           |                                                       |
| 南緯67度51分 東経68度0分 / 南緯67.850度 東経68.000度 | 南極大陸         | オーストラリア南極領土（ オーストラリアが領有権主張） |